# Calystegia
Calystegia es un género de unas 25 especies de plantas con flores de la familia Convolvulaceae. El género se distribuye por las regiones templadas y subtropicales. La mitad de las especies son endémicas de California.
Son vides perennes o anuales y herbáceas que alcanza 1-5 metros de alto. Las flores con forma de trompeta tienen un diámetro de 3-10 cm y son de color blanco o rosado.
El nombre deriva del griego: kalux = taza y stegos = cubierta. El tallo se arrastra en tierra. Las hojas de color verde oscuro y son reniformes.

## Especies seleccionadas
- Calystegia affinis
- Calystegia atriplicifolia
- Calystegia catesbiana
- Calystegia collina
- Calystegia felix
- Calystegia hederacea
- Calystegia japonica
- Calystegia longipes
- Calystegia macaunii
- Calystegia macrostegia
- Calystegia malacophylla
- Calystegia occidentalis
- Calystegia peirsonii –
- Calystegia pellita
- Calystegia pulchra
- Calystegia purpurata
- Calystegia sepium
- Calystegia silvatica
- Calystegia soldanella
- Calystegia spithamaea
- Calystegia stebbinsii
- Calystegia subacailis
- Calystegia tuguriorium